# Свети правитељствујушчи синод
Свети правитељствујушчи синод (рус. Святейший Правительствующий Синод) био је највиша јерархијска власт у Руској православној цркви током тзв. синодалног периода (1721—1917).
Политички представник Руске Империје при Синоду је био обер-прокурор.

## Историја
Након смрти патријарха московског Адријана (1700) цар Петар Велики је поставио митрополита рјазањског Стефана (Јаворског) за мјестобљуститеља патријарашког престола. Нови патријарх није биран и тиме је фактички укинута патријаршија. Међутим, званично укидање патријаршије је извршено тек двадесетак година касније, 25. јануара 1721. године (по старом календару), када је установљен Свети правитељствујушчи синод (тада под називом „Духовни колегијум”) потчињен императору сверуском. Тиме је уведен цезаропапизам у Руској православној цркви. Чланови Синода су били: предсједник и два потпредсједника (из реда архијереја), четири савјетника (из реда архимандрита) и четири асесора (из реда свештеника).
Свети правитељствујушчи синод је имао цјелокупну јерархијску власт (која је данас подијељена између патријарха, Светог синода, Архијерејског Сабора и Помјесног сабора). Од 1726. године предсједавајући Синода је био познат као првенствујући члан (рус. первенствующий член), а остали синодски чланови као присуствујући (рус. присутствующие). Током синодалног периода (1721—1917) најпреча епархија и прва по части била је Санктпетербуршка епархија. Синод је по своме називу „правитељствујушчи” био стављен у раван са државним Правитељствујушчим сенатом.
Према Основним државним законима Руске Империје (1832) одређено је да император сверуски посредством Светог правитељствујушчег синода остварује функцију врховног заштитника и чувара догмата православне вјере. Једно вријеме Синод се састојао из три архијереја, два архимандрита и једног протојереја. За вријеме императора Николаја I Павловича (1825—1855) архимандритска мјеста у Синоду су попуњавали главни свештеник гарде и главни свештеник војске и морнарице. Касније се Свети правитељствујушчи синод састојао само из архијереја што је било у складу са црквеним канонима. Синодски стални чланови су били митрополити санктпетербуршки, кијевски и московски и егзарх грузијски, а други епархијски архијереји су позивани у Синод императоровим указима.

## Обер-прокурор
При Светом правитељствујушчем синоду постојао је тзв. обер-прокурор који је био световни чиновник тј. политички представник императора сверуског у врху Руске православне цркве. Функција обер-прокурора при Синоду је првобитно постојала у периоду 1722—1726. када се налазила у подређености генерал-прокурору. Међутим, ова функција је васпостављена крајем 1741. као самостална и са значајним овлашћењима. Као што је често сам генерал-прокурор преовладавао над сенаторима тако је исто и обер-прокурор над синодским члановима.
Након доласка на престо императора Александра I (1801) извршена је значајна реформа државних органа (тзв. министарска реформа). Умјесто дотадашњих колегијума основана су министарства. Генерал-прокурор је сједињен са функцијом министра правде. Међутим, обер-прокурор при Синоду није претворен у министарску функцију већ је задржао свој самостални положај и непосредну подређеност императору сверуском (осим у периоду 1817—1824. када је постојало тзв. сугубо Министарство духовних послова и народне просвјете).
Обер-прокурор је по положају био изједначен са министрима и главним управницима ресора. Присуствовао је сједницама Комитета министара и Државног савјета. Од 1864. постојао је и замјеник обер-прокурора (рус. товарищ обер-прокурора) са правима и дужностима замјеника министра. Након што је октобра 1905. установљен Савјет министара Руске Империје као државни орган са колективном одговорношћу (влада), његов члан је заједно са министрима и главним управницима ресора био и обер-прокурор при Светом правитељствујушчем синоду.